# Cantone di La Pommeraye
Il Cantone di La Pommeraye è una divisione amministrativa dell'Arrondissement di Cholet.
È stato costituito a seguito della riforma approvata con decreto del 26 febbraio 2014, che ha avuto attuazione dopo le elezioni dipartimentali del 2015.

## Composizione
Comprende i 20 comuni di:
- Beausse
- Botz-en-Mauges
- Bourgneuf-en-Mauges
- Bouzillé
- Champtoceaux
- La Chapelle-Saint-Florent
- Drain
- Landemont
- Liré
- Le Marillais
- Le Mesnil-en-Vallée
- Montjean-sur-Loire
- La Pommeraye
- Saint-Christophe-la-Couperie
- Saint-Florent-le-Vieil
- Saint-Laurent-de-la-Plaine
- Saint-Laurent-des-Autels
- Saint-Laurent-du-Mottay
- Saint-Sauveur-de-Landemont
- La Varenne